# Ben Saxton
Ben Saxton (21 de novembro de 1988) é um jogador de vôlei de praia canadense.

## Carreira
Ben Saxton representou, ao lado de Chaim Schalk, seu país nos Jogos Olímpicos de Verão. Nos Jogos Olímpicos de Verão de 2016, terminando nas oitavas-de-finais.